# Colombièr (Allier)
Colombier és un municipi francès, situat al departament de l'Alier i a la regió d'Alvèrnia-Roine-Alps. L'any 2007 tenia 311 habitants.

## Demografia

### Població
El 2007 la població de fet de Colombier era de 311 persones. Hi havia 136 famílies de les quals 32 eren unipersonals (16 homes vivint sols i 16 dones vivint soles), 60 parelles sense fills i 44 parelles amb fills.
La població ha evolucionat segons el següent gràfic:
Habitants censats

### Habitatges
El 2007 hi havia 197 habitatges, 136 eren l'habitatge principal de la família, 32 eren segones residències i 29 estaven desocupats. 194 eren cases i 3 eren apartaments. Dels 136 habitatges principals, 113 estaven ocupats pels seus propietaris, 18 estaven llogats i ocupats pels llogaters i 5 estaven cedits a títol gratuït; 1 tenia una cambra, 6 en tenien dues, 20 en tenien tres, 45 en tenien quatre i 64 en tenien cinc o més. 108 habitatges disposaven pel capbaix d'una plaça de pàrquing. A 48 habitatges hi havia un automòbil i a 72 n'hi havia dos o més.

### Piràmide de població
La piràmide de població per edats i sexe el 2009 era:
| Homes | Edats   | Dones |
| ----- | ------- | ----- |
| 0     | 95 o +  | 0     |
| 4     | 90 a 94 | 4     |
| 8     | 85 a 89 | 0     |
| 0     | 80 a 84 | 4     |
| 0     | 75 a 79 | 0     |
| 4     | 70 a 74 | 16    |
| 12    | 65 a 69 | 4     |
| 12    | 60 a 64 | 16    |
| 8     | 55 a 59 | 0     |
| 4     | 50 a 54 | 8     |
| 8     | 45 a 49 | 8     |
| 28    | 40 a 44 | 24    |
| 4     | 35 a 39 | 16    |
| 12    | 30 a 34 | 16    |
| 0     | 25 a 29 | 4     |
| 8     | 20 a 24 | 4     |
| 16    | 15 a 19 | 16    |
| 1     | 10 a 14 | 8     |
| 8     | 5 a 9   | 4     |
| 8     | 0 a 4   | 16    |

## Economia
El 2007 la població en edat de treballar era de 202 persones, 128 eren actives i 74 eren inactives. De les 128 persones actives 123 estaven ocupades (68 homes i 55 dones) i 5 estaven aturades (2 homes i 3 dones). De les 74 persones inactives 31 estaven jubilades, 13 estaven estudiant i 30 estaven classificades com a «altres inactius».

### Ingressos
El 2009 a Colombier hi havia 140 unitats fiscals que integraven 341 persones, la mediana anual d'ingressos fiscals per persona era de 16.167 €.

### Activitats econòmiques
Dels 8 establiments que hi havia el 2007, 1 era d'una empresa de construcció, 5 d'empreses de comerç i reparació d'automòbils i 2 d'empreses classificades com a «altres activitats de serveis».
L'únic servei als particulars que hi havia el 2009 era una fusteria.
L'únic establiment comercial que hi havia el 2009 era una adrogueria.
L'any 2000 a Colombier hi havia 15 explotacions agrícoles que ocupaven un total de 820 hectàrees.

## Poblacions més properes
El següent diagrama mostra les poblacions més properes.